# ヤシマキザイ
株式会社ヤシマキザイ（Yashima & Co., Ltd.）は、東京都中央区に本社を置き、主に鉄道関連製品の販売を行っている商社。

## 概要
1948年に各種産業機器の製造・販売・修理を目的として八洲器材株式会社として設立。主要業務は鉄道関連製品の販売であり、JRグループとは旧国鉄以来の取引関係がある他、日立製作所などの日立グループとも取引関係がある。この他にも、一般産業向け製品の販売も行っている。

## 沿革
- 1948年10月 - 八洲器材株式会社として設立。
- 1951年8月 - 振興造機（後の神鋼造機）との間で国鉄向けディーゼルエンジンの販売代理店契約を締結。
- 1962年4月 - 日本エヤーブレーキ（後のナブテスコ）の販売代理店となる。
- 1965年10月 - 日立製作所が手掛ける鉄道車両用品の国鉄向け販売代理店となる。
- 1971年10月 - 日本航空電子工業が手掛けるコネクタの販売代理店となる。
- 1983年4月 - 日立製作所の総合特約店となる。
- 1990年4月 - 小糸工業（後のコイト電工）が手掛ける鉄道車両部品の特定地区向け代理店となる。
- 2012年 - マティサとの間でJR向けマルチプルタイタンパーの代理店契約を締結[2]。
- 2013年12月 - 商号を株式会社ヤシマキザイへ変更。
- 2019年6月 - 東京証券取引所2部へ上場[3]。

## 事業所
- 本社 - 東京都中央区
- 大阪支店 - 大阪府大阪市西区
- 名古屋支店 - 愛知県名古屋市中村区
- 札幌営業所 - 北海道札幌市北区
- 仙台営業所 - 宮城県仙台市青葉区
- 新潟営業所 - 新潟県新潟市中央区
- 水戸営業所 - 茨城県ひたちなか市
- 浜松営業所 - 静岡県浜松市中央区
- 広島営業所 - 広島県広島市南区
- 高松営業所 - 香川県高松市
- 九州営業所 - 福岡県福岡市博多区